# رزمونت (کالیفرنیا)
رزمونت (به انگلیسی: Rosemont) یک منطقهٔ مسکونی در ایالات متحده آمریکا است که در شهرستان ساکرامنتو، کالیفرنیا واقع شده‌است. رزمونت ۱۱٫۲۶۴ کیلومتر مربع مساحت و ۲۲٬۶۸۱ نفر جمعیت دارد و ۱۵ متر بالاتر از سطح دریا واقع شده‌است.